# Kira Repka

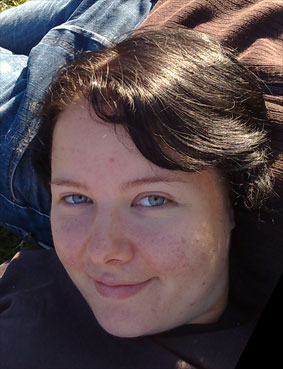
Kira Repka

Kira Repka, född 26 april 1982 i Nacka, är en svensk folkpartistisk politiker. 
Repka satt i Liberala ungdomsförbundet (LUF):s förbundsstyrelse mellan 2005 och 2006. 
2006 utmanade Kira Repka Frida Johansson Metso som förbundsordförande med resultatet 69-22 till Metsos fördel. 
Tidigare har Repka varit ordförande för Liberala ungdomsförbundet Storstockholm. Under mandatperioden 2002-2006 har hon även varit ordinarie ledamot i kommunfullmäktige i Järfälla kommun, med uppdrag i barn- och ungdomsnämnden samt kommunens drogpolitiska styrgrupp. Kira Repka har landslagsmeriter i boule, och tog ett SM-silver år 2000.